# آقامیرلو (خداآفرین)
آقامیرلو یکی از روستاهای استان آذربایجان شرقی است که در دهستان منجوان غربی بخش منجوان شهرستان خداآفرین واقع شده‌است.

## جمعیت
جمعیت این روستا بر اساس سرشماری سال ۱۳۹۵ برابر ۲۳ نفر است.